# XDS Astana Team
L'XDS Astana Team, nota in passato come Astana-Premier Tech e Astana Qazaqstan Team, è una squadra maschile kazaka di ciclismo su strada con licenza di UCI WorldTeam, attiva nel professionismo dal 2007.
Nata dopo lo scioglimento del team spagnolo ONCE grazie alla sponsorizzazione di un consorzio di aziende del Kazakistan, è stata portata al successo prima da Alberto Contador, vincitore tra 2008 e 2009 di Giro d'Italia, Tour de France, Vuelta a España e della classifica individuale ProTour, e poi da Vincenzo Nibali, che in maglia Astana si è imposto in due Giri d'Italia (2013 e 2016) e al Tour de France 2014.

## Storia

### 2006: la nascita della nuova squadra
L'Astana nacque nel 2007 dalle ceneri dello storico team spagnolo noto un tempo come ONCE e Liberty Seguros, e diretto per diversi anni da Manolo Saiz. Nel maggio 2006 Saiz era stato pesantemente implicato nell'inchiesta sul doping denominata Operación Puerto e il principale sponsor Liberty Seguros aveva ritirato la sponsorizzazione. Un consorzio delle cinque maggiori aziende energetiche del Kazakistan aveva quindi rilevato la squadra rinominandola Astana, dal nome della capitale del paese eurasiatico.
Il consorzio intanto aveva cominciato a finanziare la formazione di un nuovo gruppo sportivo, legato non più a Saiz ma alla società Zeus Sàrl dell'organizzatore del Tour de Suisse Marc Biver; la direzione tecnica, nella figura di team manager, era stata affidata al belga Walter Godefroot, coadiuvato da quattro direttori sportivi, Adriano Baffi, Giovanni Fidanza, Aleksandr Šefer e Mario Kummer. Dopo diverse vicissitudini, il 19 dicembre 2006 la squadra di Biver e Godefroot riuscì a ricevere una delle venti licenze per partecipare all'UCI ProTour 2007, mentre alla società di Saiz tale licenza venne ritirata. Nasceva una nuova Astana, con licenza svizzera, un fornitore di telai svizzero, la BMC, e una sede nuova, a Les Geneveys-sur-Coffrane, nel Canton Neuchâtel.

### 2007: una stagione segnata dal doping
Per il 2007 vennero messi sotto contratto corridori come Andreas Klöden, Matthias Kessler, Sergej Ivanov (tutti dalla T-Mobile), Antonio Colom, Paolo Savoldelli e Grégory Rast, mentre dall'Astana di Saiz vennero confermati tra gli altri Aleksandr Vinokurov, Andrej Kašečkin, Sergej Jakovlev e Daniel Navarro. Durante la stagione il team si fece notare per le performance dei suoi corridori nelle corse a tappe e nelle cronometro: spicca il risultato della tredicesima tappa del Tour de France, la cronometro di Albi, in cui Vinokurov, Klöden e Kašečkin terminarono al primo, terzo e quarto posto.

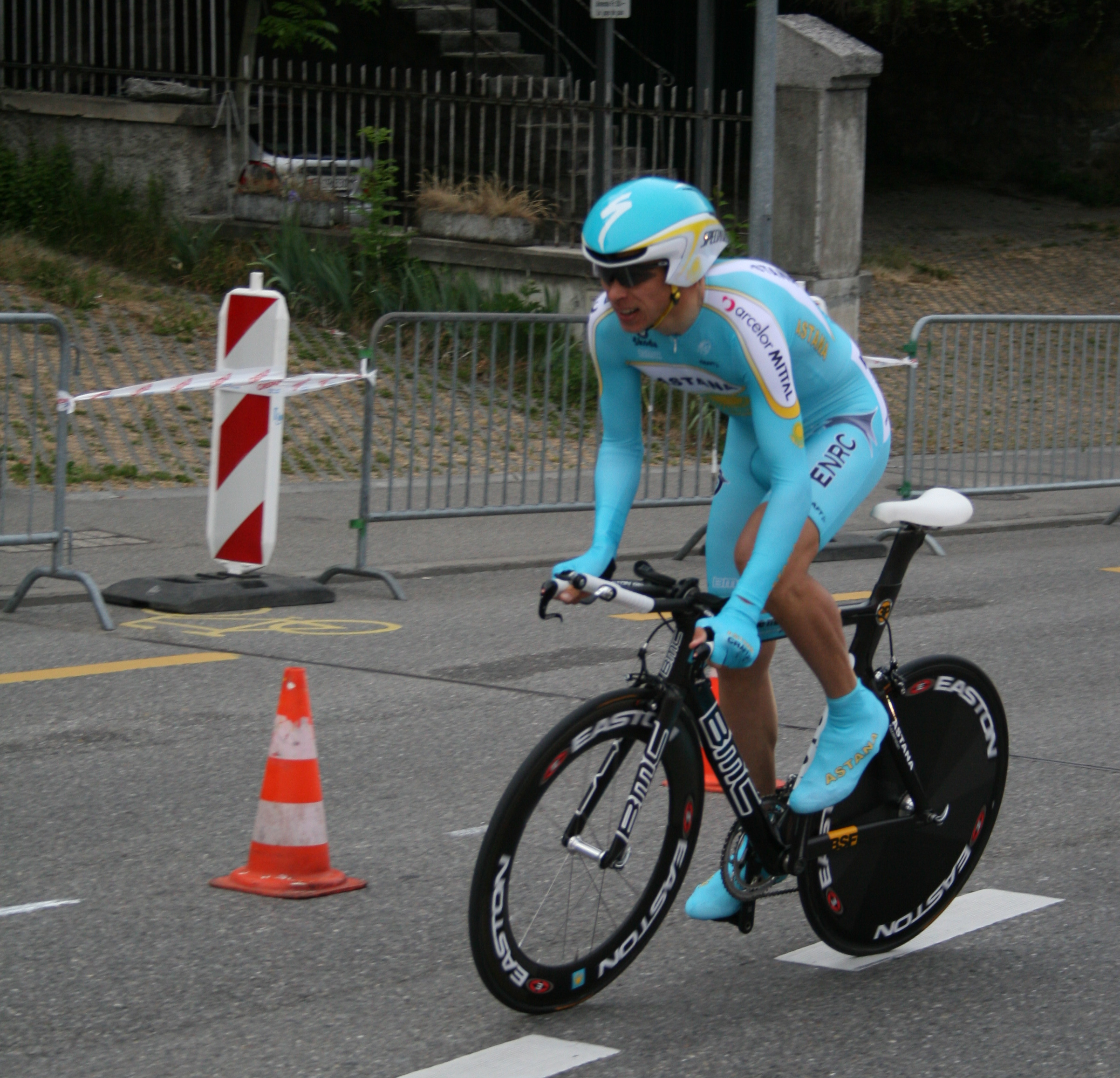
Andrej Kašečkin al Tour de Romandie 2007.

La stagione fu però caratterizzata dai casi di doping. Già il 30 aprile 2007 Jef D'Hont, massaggiatore del Team Telekom dal 1992 al 1996, pubblicò Memorie di un massaggiatore, libro in cui rivelò le pratiche di doping usate nella squadra tedesca di cui Walter Godefroot era manager all'epoca. D'Hont affermò anche che "per Walter, ciò che non poteva essere individuato in un controllo anti-doping non poteva essere doping". Godefroot negò e sporse querela contro d'Hont. Queste affermazioni portarono sospetti sulla squadra, che non solo era diretta da Walter Godefroot, ma comprendeva nell'organico anche ex corridori del Team Telekom (Aleksandr Vinokurov, Andreas Klöden, Matthias Kessler, Eddy Mazzoleni, Paolo Savoldelli, Sergej Ivanov). Proprio Kessler fu trovato positivo al testosterone il 27 giugno e venne prima sospeso, poi licenziato dopo la conferma della sua positività, e infine squalificato per due anni. Nello stesso periodo Eddy Mazzoleni, terzo al Giro d'Italia 2007, fu citato insieme a Danilo Di Luca nell'inchiesta Oil for Drugs, sospettato di aver avuto contatti con il dottor Carlo Santuccione che aveva fornito prodotti dopanti ad alcuni atleti. Mazzoleni, pur negando i rapporti col medico, in luglio mise fine al contratto con l'Astana in attesa dell'esito dell'inchiesta: non ritornerà più al professionismo, e nell'aprile 2008 sarà squalificato per due anni.
Nello stesso mese al Tour de France il leader Vinokurov, che poche settimane prima in un'intervista al quotidiano L'Équipe aveva provato a fugare i sospetti legati alla sua collaborazione col dottor Michele Ferrari, fu trovato positivo a una trasfusione omologa di sangue: per questo motivo, in aderenza al codice etico, l'Astana lasciò in blocco la corsa francese.. Il team licenziò il suo leader già il 30 luglio, e decise di sospendere per un mese l'attività. La positività venne poi confermata e Vinokurov squalificato per due anni, nonostante la Federciclismo kazaka gli avesse inizialmente inflitto solo un anno di sospensione. L'8 agosto anche l'altro kazako Kašečkin fu trovato positivo a una trasfusione omologa, in un controllo svolto in Turchia il 1º agosto. Sospeso in un primo tempo, venne anch'egli licenziato il 31 agosto dopo la conferma nelle controanalisi.
Numerosi furono anche i problemi legati al pagamento degli stipendi; ciò nonostante in ottobre Johan Bruyneel, ex direttore sportivo dell'appena dismessa Discovery Channel, la squadra di Lance Armstrong, annunciò che sarebbe diventato il manager dell'Astana nel 2008, subentrando a Biver.

### 2008: le vittorie di Contador al Giro e alla Vuelta

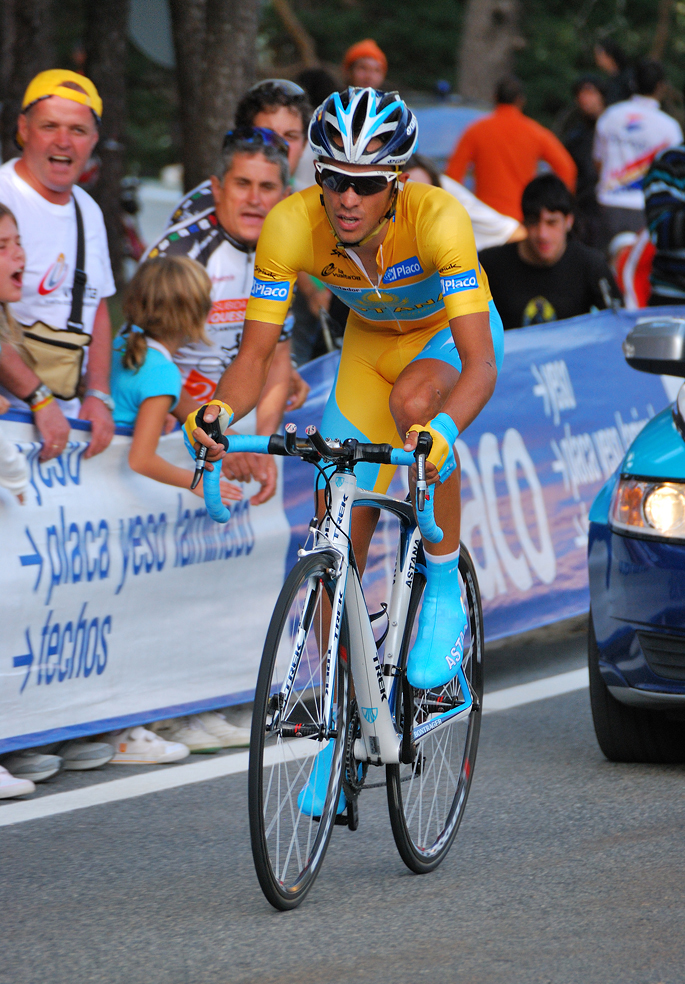
Alberto Contador impegnato nel corso della ventesima tappa della Vuelta a España 2008.

Nel 2008, malgrado l'arrivo in Astana di Johan Bruyneel e del vincitore del Tour de France 2007 Alberto Contador (ex Liberty Seguros e Discovery Channel), l'organizzazione del Tour de France rifiutò l'invito all'Astana alla corsa a causa dei problemi di doping della stagione precedente. Nonostante questo, la stagione della squadra kazako-lussemburghese fu eccellente. Inizialmente non autorizzata a correre il Giro d'Italia, la squadra fu ammessa a meno di una settimana dal via, e a dispetto del cambio di programma stagionale, Alberto Contador vinse la corsa dopo aver preso la maglia rosa nella quindicesima tappa, sul Passo Fedaia, dando al team il primo storico successo in un Grande Giro. Nel prosieguo di stagione, saltato il Tour, Contador si aggiudicò anche la Vuelta a España, suo obiettivo sin dall'inizio della stagione, davanti al compagno Levi Leipheimer, dopo aver preso la maglia di leader sull'Angliru vincendo la tredicesima frazione.
L'8 settembre 2008, il sito internet del magazine Velonews diffuse la notizia di un probabile ritorno nel 2009 di Lance Armstrong, che avrebbe corso con l'Astana cinque corse, Tour of California, Parigi-Nizza, Tour de Georgia, Critérium du Dauphiné Libéré  Tour de France.. Nonostante l'iniziale smentita dall'Astana, la notizia venne confermata il giorno seguente dallo stesso Armstrong sul sito della sua fondazione, annunciando l'obiettivo di vincere il suo ottavo Tour de France e promuovere la sua fondazione di lotta contro il cancro. Armstrong annunciò ufficialmente il suo ritorno all'attività il 24 settembre 2008 in una conferenza stampa, e confermò l'ingaggio da parte dell'Astana.

### 2009: il ritorno di Armstrong e l'addio a fine stagione

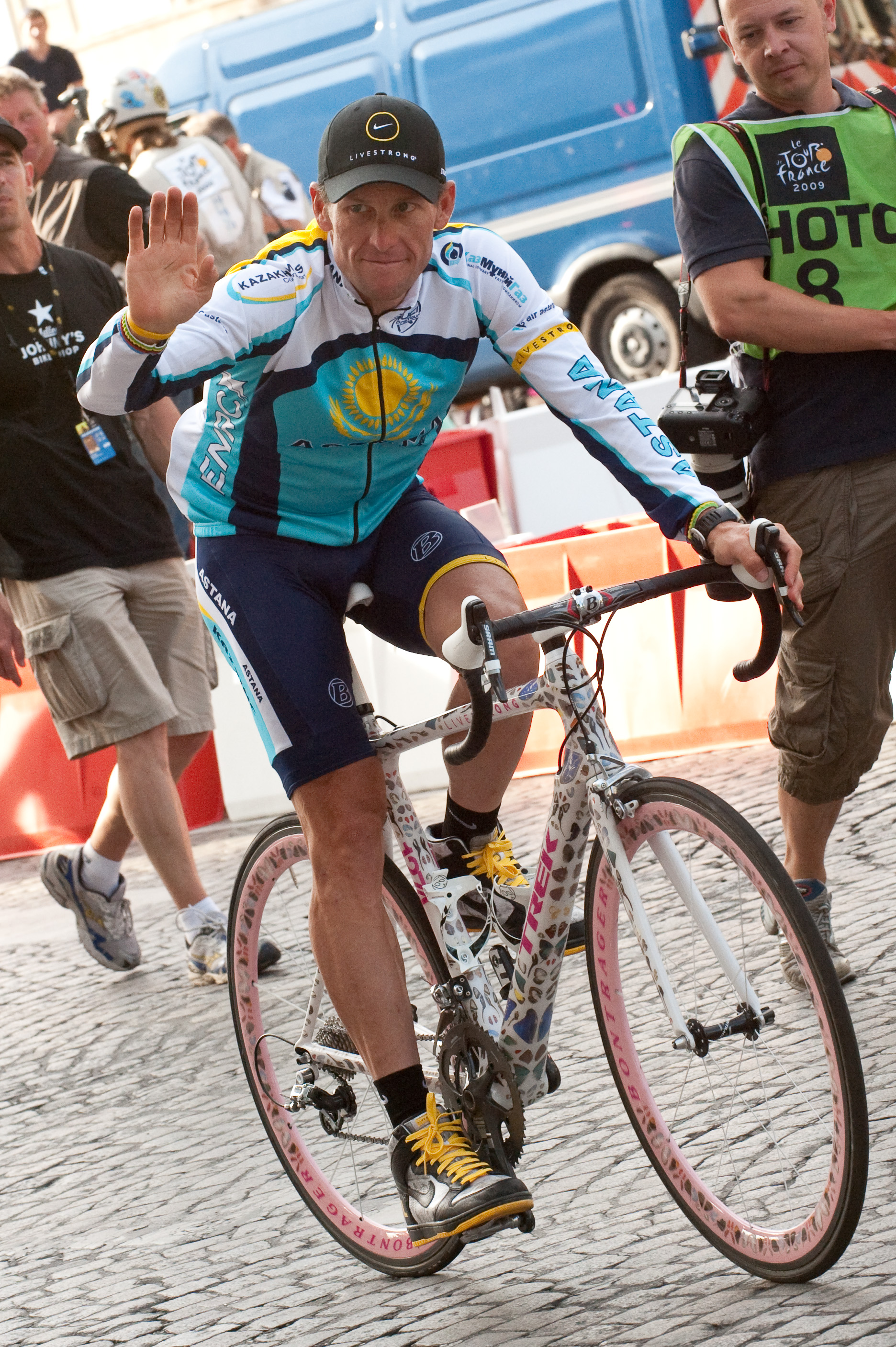
Lance Armstrong in maglia Astana al Tour de France 2009.

La stagione 2009 dell'Astana cominciò numerose vittorie tra febbraio e aprile: tra queste i successi al Tour of California e alla Vuelta a Castilla y León di Leipheimer, e i successi alla Volta ao Algarve e alla Vuelta al País Vasco di Contador. Al Giro d'Italia Armstrong terminò dodicesimo e Leipheimer sesto, ma i corridori fecero notizia per aver coperto il nome dell'Astana sulle maglie per via degli stipendi non pagati. Gli sponsor kazaki volevano imporre il ritorno di Aleksandr Vinokurov, creatore della squadra. Bruyneel e Armstrong ricercarono altri sponsor per rilevare la squadra, ma i kazaki pagarono gli stipendi per partecipare al Tour de France, e Bruyneel ed Armstrong partirono per la Grande Boucle.
Al Tour l'Astana vinse la quarta tappa, la cronometro a squadre di Montpellier, ma profonde divergenze opposero Contador ed Armstrong, i due capitani della squadra. Armstrong approfittò di un buco creatosi nel gruppo negli ultimi chilometri della terza tappa, Contador attaccò alla prima tappa di montagna, ad Arcalis. Alla quindicesima frazione (da Pontarlier a Verbier), Contador attaccò. Dietro di lui, Klöden rimase con Lance Armstrong. Lo spagnolo riuscì a distanziarlo di un minuto e trenta secondi e alla fine conquistò la maglia gialla, mentre Armstrong concluse terzo. In ottobre, l'Agenzia francese per la lotta contro il doping (AFLD) denunciò in un rapporto un "trattamento privilegiato" di cui avrebbe beneficiato la squadra da parte degli ufficiali UCI durante la corsa.. Già il 21 luglio, prima della fine del Tour, Johan Bruyneel confermò che avrebbe lasciato l'Astana alla fine della stagione per passare al nuovo Team RadioShack creato da Lance Armstrong; con sé avrebbe portato, oltre ad Armstrong, parte dei corridori della squadra (tra gli altri Klöden, Leipheimer, Jaroslav Popovyč e Rast) e il direttore sportivo Alain Gallopin.

### 2010: il ritorno di Vinokurov e il Tour revocato a Contador

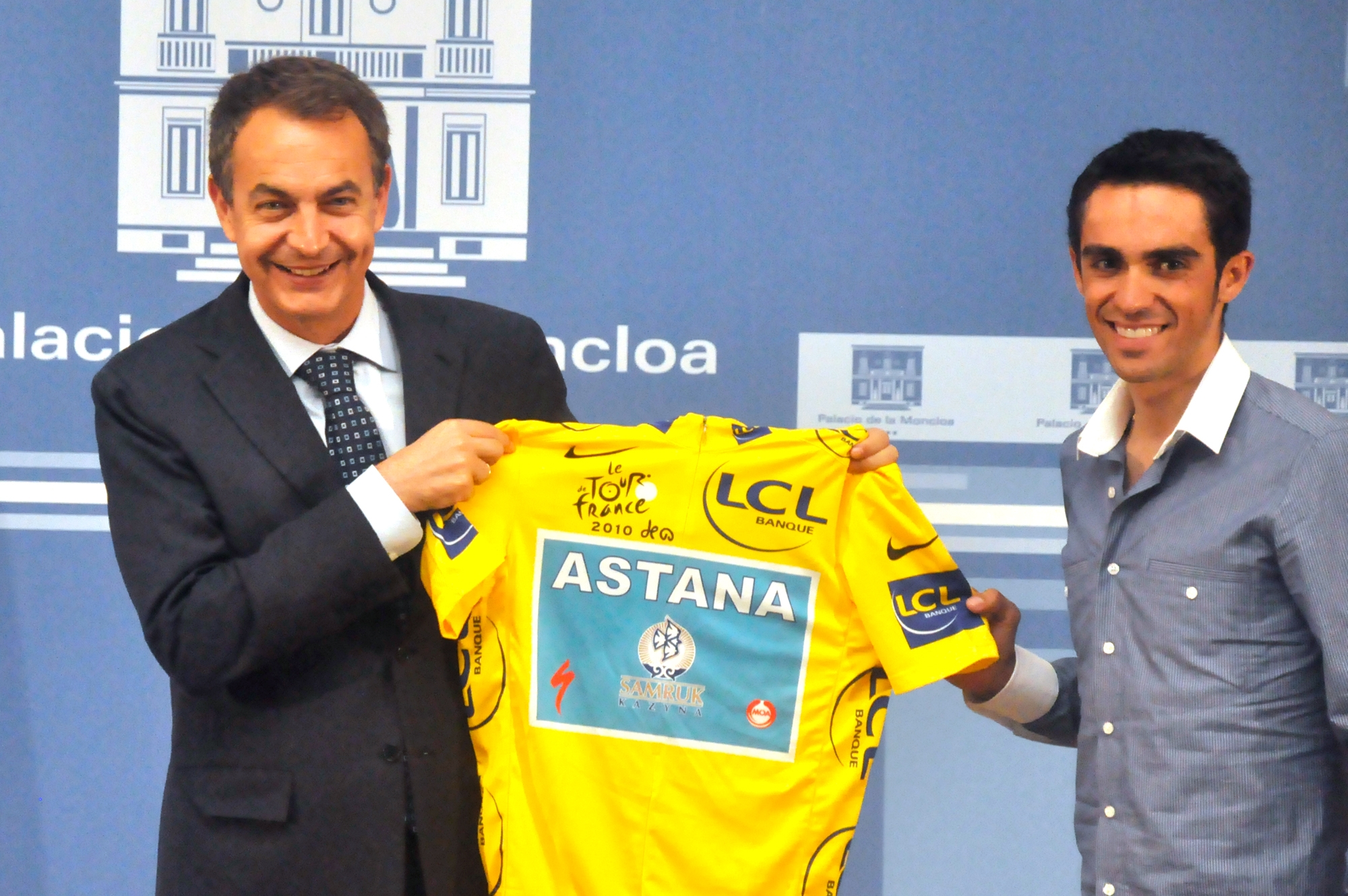
Contador ricevuto da Zapatero dopo la vittoria, poi revocata, al Tour de France 2010.

Dopo il periodo di squalifica conclusosi nell'agosto 2009, per la stagione 2010 tornò in squadra il kazako Aleksandr Vinokurov, e con lui arrivarono in organico nuovi corridori: tra gli altri, David de la Fuente, Paolo Tiralongo, Enrico Gasparotto, Rubén Plaza e Óscar Pereiro. Il 25 novembre al team venne intanto rinnovata la licenza ProTour.
Il principale successo targato Astana nella stagione 2010 fu quello ottenuto al Tour de France da Alberto Contador, che pur non vincendo alcuna tappa nelle tre settimane di corsa riuscì comunque a prevalere, come nel 2009, sul rivale Andy Schleck; la vittoria gli sarà comunque revocata nel 2012 a seguito di una positività al clenbuterolo riscontratagli durante la corsa, e alla successiva squalifica che lo priverà anche della vittoria sub-judice ottenuta al Giro d'Italia 2011. Durante il 2010 lo spagnolo fece sue anche la Volta ao Algarve, la Parigi-Nizza, la Vuelta a Castilla y León e due frazioni al Critérium du Dauphiné, classificandosi peraltro terzo alla Freccia Vallone.
Alla Liegi-Bastogne-Liegi si impose invece l'altro capitano dell'Astana, Aleksandr Vinokurov, che seppe aggiudicarsi anche il Giro del Trentino e una frazione al Tour de France, chiudendo poi secondo alla Clásica San Sebastián. Altri risultati di rilievo arrivarono grazie a Maksim Iglinskij, primo nella Monte Paschi Strade Bianche e piazzato nei dieci in Milano-Sanremo, Gand-Wevelgem e Giro delle Fiandre, ad Enrico Gasparotto, vincitore di una tappa alla Tirreno-Adriatico e terzo all'Amstel Gold Race, e a Daniel Navarro, protagonista di un successo di tappa in solitaria al Critérium du Dauphiné. Numerosi infine i piazzamenti, ma senza vittorie, di Allan Davis nelle volate.

### 2011: una stagione senza grandi successi

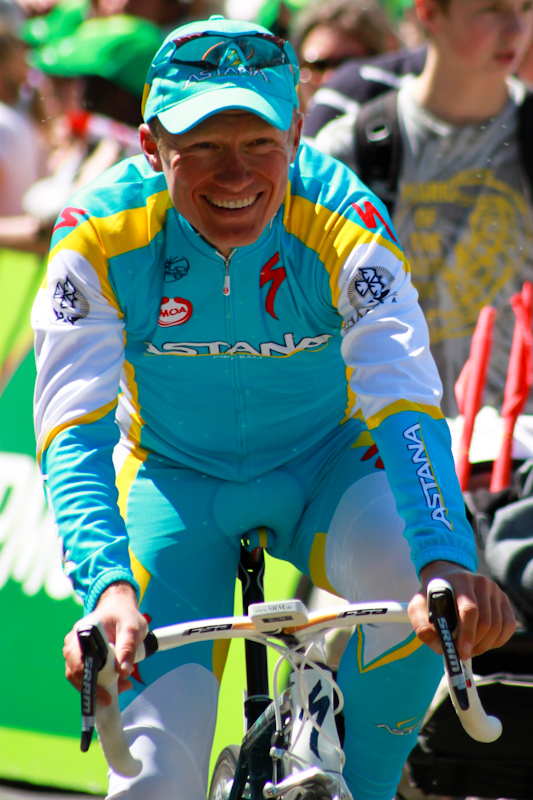
Vinokurov al Tour de Romandie 2011.

Al termine della stagione 2010 Contador confermò le intenzioni di lasciare la formazione kazaka per passare alla corte di Bjarne Riis: insieme a lui anche i gregari Benjamín Noval, Jesús Hernández e Daniel Navarro approdarono al Team Saxo Bank. A puntellare la rosa vennero messi sotto contratto i giovani Roman Kreuziger e Robert Kišerlovski, entrambi provenienti dalla Liquigas-Doimo. Vinokurov e Kreuziger divennero le punte per il calendario del 2011: il kazako annunciò che sarebbe stata la sua ultima stagione da professionista, e che avrebbe fatto di tutto per vincere il Tour de France, mentre Kreuziger venne designato capitano per il Giro d'Italia.
I risultati furono inferiori rispetto a quelli ottenuti le stagioni precedenti, e i ciclisti Astana ottennero solamente alcuni successi di tappa: alla Parigi-Nizza con Rémy Di Grégorio, alla Vuelta al País Vasco e al Tour de Romandie con Vinokurov e al Giro d'Italia con Paolo Tiralongo. Proprio al Giro l'Astana vinse la classifica a squadre mentre Kreuziger concluse al sesto posto nella generale (poi quinto in seguito alla squalifica comminata a Contador); Vinokurov chiuse al terzo posto il Tour de Romandie e il Giro del Delfinato, ma proprio in occasione del Tour de France fu costretto al ritiro nel corso della nona tappa a seguito di una caduta nella discesa del Col du Peyrol, fratturandosi il femore. Il kazako annunciò l'immediato ritiro dalle corse, ma pochi mesi dopo, stante anche i buoni progressi fatti in sede di riabilitazione, annunciò la sua presenza anche per il 2012. L'Astana chiuse pertanto al 14º posto UCI World Tour con soli 434 punti, dei quali 230 vennero registrati da Vinokurov, rischiando senza di essi di perdere la licenza ProTeam.

### 2012: l'ultimo anno di Vinokurov

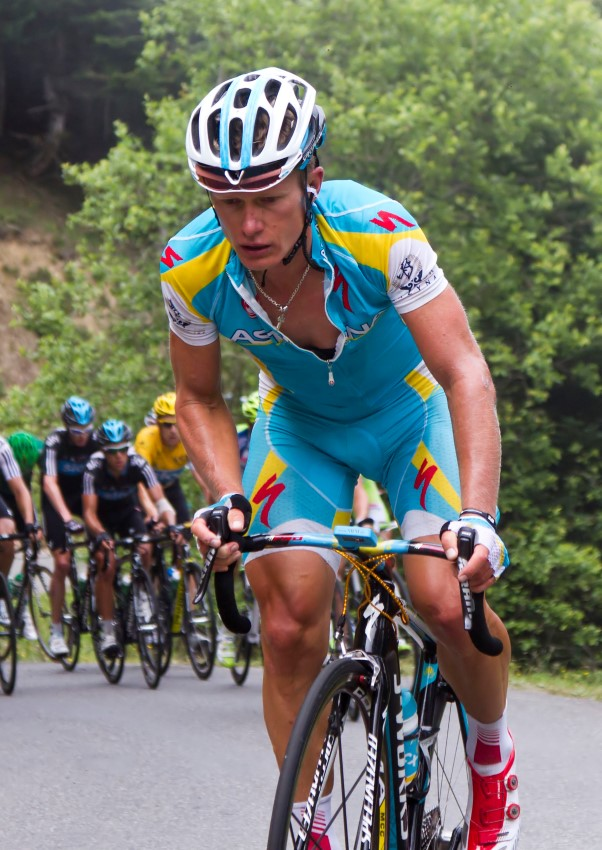
Vinokurov al Tour de France 2012.

L'ingaggio di maggior rilievo in vista del 2012 fu quello dello sloveno Janez Brajkovič, al ritorno in Astana dopo i due anni passati alla RadioShack, che venne designato come uno dei leader insieme a Vinokurov e Kreuziger.
Nel mese di marzo Kreuziger disputò una positiva Tirreno-Adriatico, concludendo al terzo posto in classifica generale. Nelle classiche di primavera Enrico Gasparotto vinse l'Amstel Gold Race mentre la Liegi-Bastogne-Liegi venne vinta da Malsim Iglinskij con Gasparotto al terzo posto.  Al Giro d'Italia la squadra kazaka designò nuovamente Kreuziger come capitano e nonostante le due vittorie di tappa con Paolo Tiralongo a Rocca di Cambio e proprio con Kreuziger all'Alpe di Pampeago, il corridore ceco deluse in classifica generale chiudendo a più di un quarto d'ora di ritardo dal vincitore Ryder Hesjedal.
Vinokurov invece, a parte l'apparizione al Tour de Langkawi, corse pochissimo e preferì concentrare la sua preparazione in vista del Tour e dei Giochi olimpici, tornando a correre solo nel mese di giugno in occasione del Critérium du Dauphiné, aiutando il compagno di squadra Brajkovič a chiudere al settimo posto. Al Tour de France, suo ultimo Grande Giro, Vinokurov si mise in evidenza soprattutto nella tappa regina corsa sui Pirenei, concludendo però in classifica generale al 31º posto; Brajkovič concluse invece al nono posto. Una settimana dopo la fine del Tour Vinokurov vinse la medaglia d'oro nella prova in linea dei Giochi olimpici di Londra. Dopo questo successo, annunciò il ritiro dalle corse al termine della Clásica San Sebastián, sua ultima gara: venne comunque confermato come manager per il 2013.

### 2013: l'arrivo di Vincenzo Nibali e la vittoria al Giro

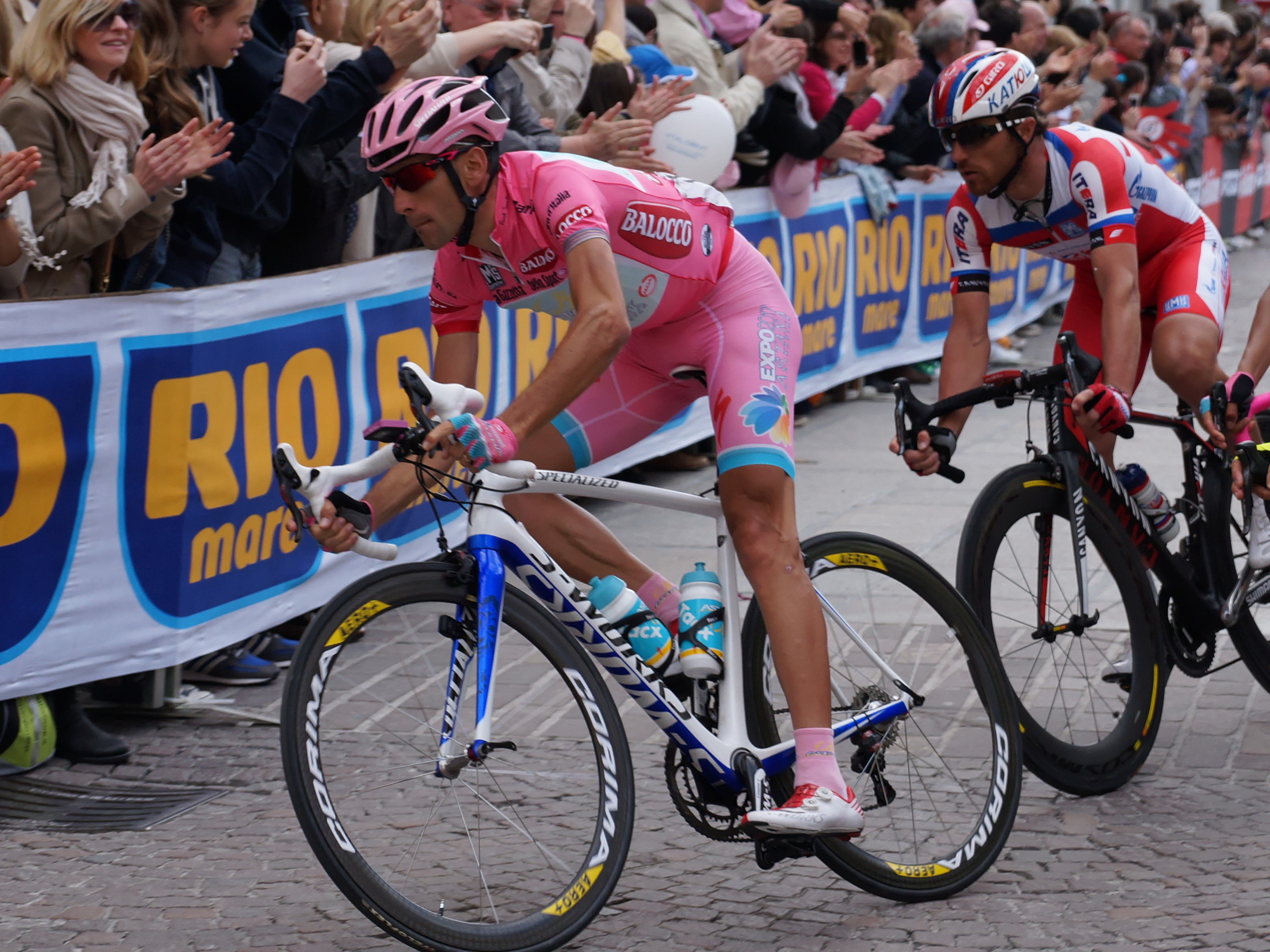
Vincenzo Nibali durante l'ultima tappa del Giro d'Italia 2013.

Lo scarso rendimento di Roman Kreuziger, sul quale si nutrivano grandi speranze, unito al ritiro dall'attività di Vinokurov, costrinse l'Astana a cercare un nuovo corridore adatto alle corse a tappe. Venne pertanto ingaggiato Vincenzo Nibali, proveniente anch'egli dalla Liquigas e terzo classificato al Tour de France 2012: insieme a Nibali vennero ingaggiati tutti i corridori di fiducia del messinese, tra cui Valerio Agnoli e Alessandro Vanotti. Importante fu inoltre l'ingaggio di Jakob Fuglsang, mentre Kreuziger e Kišerlovski lasciarono la squadra.
Gli obiettivi di Nibali per il 2013 erano il Giro e Vuelta, ma i risultati non tardarono ad arrivare: il corridore siciliano vinse la Tirreno-Adriático, precedendo Chris Froome e Alberto Contador e poi il Giro del Trentino. Nel periodo delle classiche invece Borut Božič ottenne un ottimo secondo posto alla Gand-Wevelgem. Si giunse così al Giro d'Italia, uno dei primi obiettivi dello squalo dello Stretto che partiva con i favori del pronostico. Tra i principali contendenti vi erano Bradley Wiggins (vincitore del Tour 2012) e Ryder Hesjedal (vincitore del Giro 2012): Già dalla prime tappe l'italiano si trovò in una situazione migliore rispetto ai rivali, stazionando in seconda posizione dopo le prime sette tappe con Hesjedal a 3" e Wiggins a 1'30". Nella tappa dell'Altopiano del Montasio Hesjedal perse una ventina di minuti e il giorno seguente Wiggins perse 3' abbandonando il giorno successivo. Il rivale di maggior spessore divenne pertanto Cadel Evans, ma in occasione della cronoscalata e poi nella tappa delle Tre Cime di Lavaredo Nibali guadagnò un margine sufficiente a garantirgli la vittoria del Giro 2013 su Rigoberto Urán e Cadel Evans.
Al Tour de France Janez Brajkovič si presentò con ambizioni di classifica, con Fuglsang come seconda opzione, ma una serie di cadute ridussero i componenti della squadra e non vennero conquistati risultati di rilievo. Nella seconda parte di stagione Nibali, dopo aver concluso al terzo posto la Vuelta a Burgos, si presentò al via della Vuelta a España. Nella corsa spagnola l'Astana vinse la cronometro squadre iniziale permettendo a Brajkovič di indossare la maglia rossa. In occasione della seconda tappa con finale sul Monte da Groba la maglia passò proprio a Nibali, che la perse il giorno seguente in favore di Chris Horner a Mirador de Lobeira, recuperandola al termine della quarta tappa. Sull'Alto de Peñas Blancas la riperse permettendo allo statunitense di riappropriarsi del simbolo del primato. Horner si trovò così a gestire 50" di margine nei confronti di Nibali, che dopo alcune giornate negative ad Aramón Formigal, Peña Cabarga e Alto del Naranco seppe recuperare fino a soli 3" da Horner. Nella tappa dell'Angliru, nonostante i numerosi attacchi portati dal corridore siciliano, Horner seppe infine difendere la maglia rossa risultando così vincitore della corsa spagnola. Nibali concluse secondo.

### 2014: il terzo posto di Aru al Giro e il trionfo di Nibali al Tour

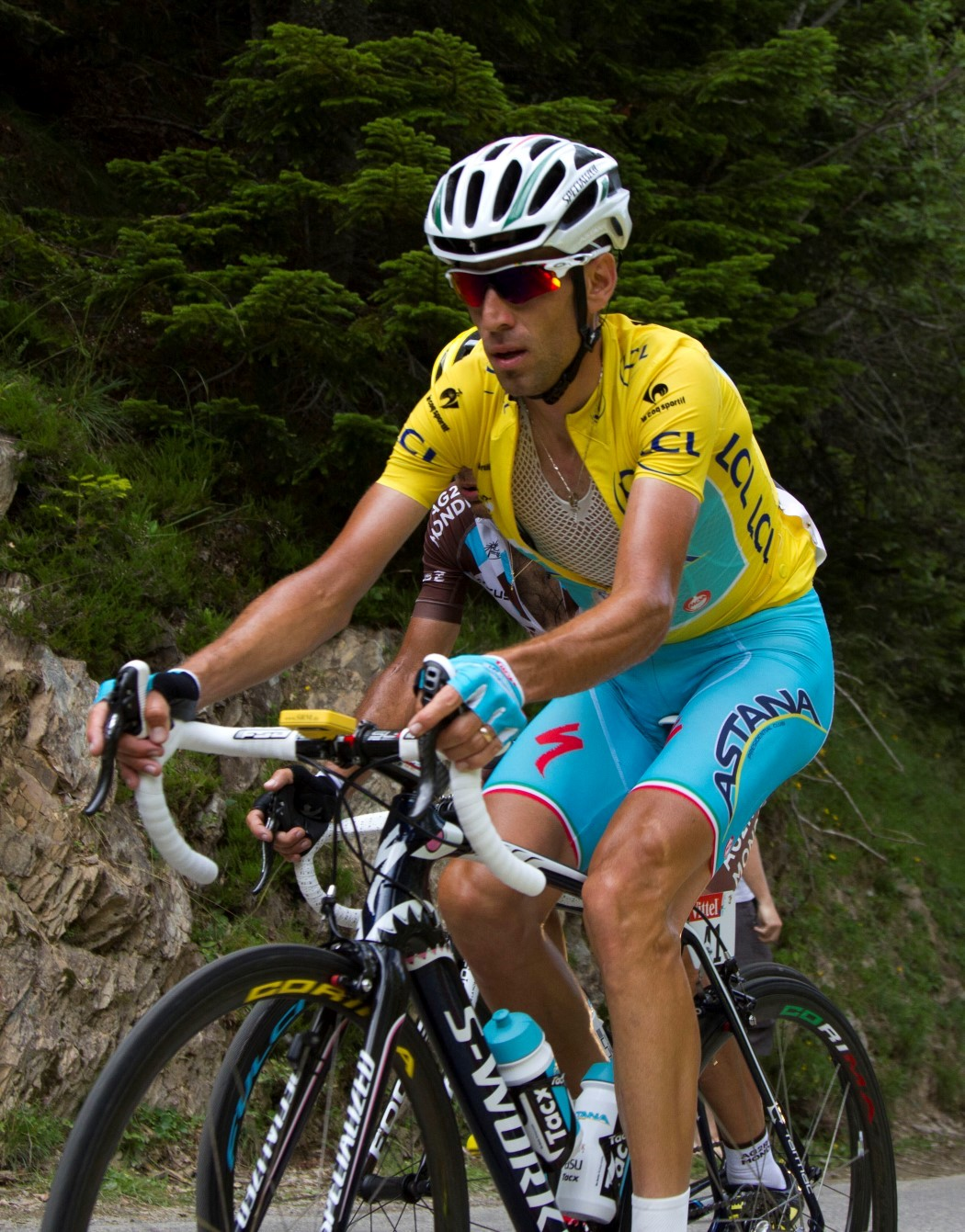
Nibali in maglia gialla al Tour de France 2014.

Dopo la vittoria del Giro d'Italia l'anno precedente, il principale obiettivo dell'Astana per il 2014 era vincere il Tour de France con Vincenzo Nibali. Per dare allo stesso Nibali una squadra attrezzata per le tappe di montagna vennero messi sotto contratto Michele Scarponi, per quattro anni consecutivi tra i primi cinque classificati del Giro, Lieuwe Westra e Mikel Landa.
Lo stesso Scarponi venne nominato capitano in vista del Giro d'Italia, partendo come uno dei favoriti. Tra i gregari figuravano i nomi di Brajkovič, Tiralongo, Agnoli, Landa e la giovane promessa italiana Fabio Aru, capace di concludere al quinto posto la tappa vinta da Nibali l'anno precedente sulle Tre Cime di Lavaredo. Già dalle prime tappe, però, Scarponi mostrò di non essere in buone condizioni fisiche tanto che al termine dell'ottava tappa prese 10' di distacco dai migliori ritirandosi poi nel corso della sedicesima tappa. Nel mentre Aru confermò quanto di buono fatto vedere l'anno prima, rimase sempre insieme ai migliori e, tenendo un ritmo regolare, concluse al terzo posto della classifica generale, alle spalle di Nairo Quintana e Rigoberto Urán. Il sardo conquistò inoltre la quindicesima tappa, giungendo solitario sul traguardo di Montecampione.
Al seguente Tour de France, già nella seconda tappa in Regno Unito Nibali vinse la tappa e vestì la maglia gialla; tre giorni dopo, sui pavé della frazione di Arenberg, andò in fuga insieme ai compagni Fuglsang e Westra e al traguardo, pur non vincendo, consolidò il primato, guadagnando 2'08" su Alejandro Valverde e 2'35" su Contador (l'altro favorito Chris Froome invece cadde e si ritirò). Dopo aver perso per un giorno la maglia gialla a favore di Tony Gallopin, il capitano Astana riprese il primato vincendo la decima tappa a La Planche des Belles Filles; Nibali si impose poi anche a Chamrousse, concluse secondo a Risoul, e vinse infine anche sul traguardo di Hautacam, staccando nettamente tutti gli avversari e trionfando infine a Parigi, a cinque anni dal successo di Contador. In settembre alla Vuelta a España Aru si impose in due frazioni e concluse al quinto posto. Nello stesso mese l'UCI rese noto che Valentin Iglinskij era risultato positivo all'EPO in un controllo antidoping effettuato nel corso dell'Eneco Tour. Il corridore riconobbe il fatto e venne sospeso dalla squadra.

### 2015: le vittorie alla Vuelta con Aru e al Giro di Lombardia con Nibali
Il 2015 si caratterizza per le vittorie di Fabio Aru nella Vuelta a España (nelle ultime due tappe il sardo strappa la maglia rossa a Tom Dumoulin) e di Vincenzo Nibali nel Giro di Lombardia. Al Giro d'Italia, inoltre, la squadra vinse la graduatoria a squadre e ben cinque tappe, una con Tiralongo e due sia con Aru che con Landa, classificati rispettivamente al secondo e al terzo posto finale alle spalle di Contador.

### 2016: il terzo Giro d'Italia con Nibali

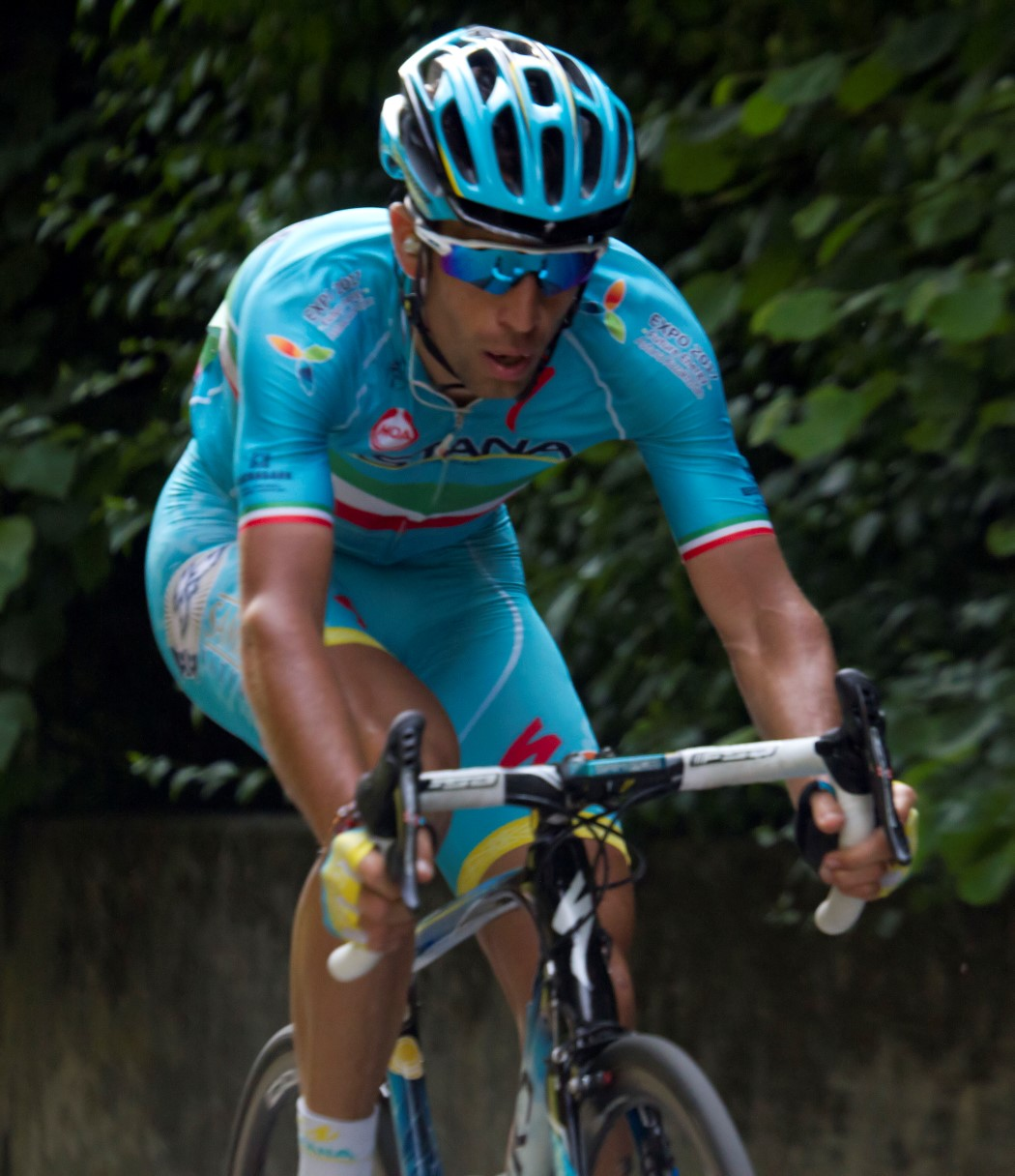
Nibali impegnato nel corso di una tappa del vittorioso Giro d'Italia 2016.

Nel 2016 arriva un nuovo successo al Giro d'Italia con Vincenzo Nibali, che si impone dopo un inizio irto di difficoltà. Sul traguardo di Sant'Anna di Vinadio il siciliano riesce a colmare lo svantaggio nei confronti del colombiano Esteban Chaves, a superarlo in classifica e a conquistare la sua seconda affermazione nella Corsa Rosa. In giugno arriva anche la vittoria al Tour de Suisse per il giovane Miguel Ángel López, che stacca di 12 secondi lo spagnolo Ion Izagirre dopo aver preso la leadership nella cronometro del penultimo giorno. Al Tour de France la formazione kazaka manda come capitano Fabio Aru, che però conclude in tredicesima posizione per un crollo fisico nella penultima tappa. Alla Milano-Torino Miguel Ángel López stacca tutti rientrando anche sul fuggitivo e vincendo così la gara, quarto è invece Aru; al successivo Giro di Lombardia Diego Rosa arriva secondo, anticipato dal colombiano Esteban Chaves.

### 2017: la vittoria al Giro del Delfinato con Fuglsang
Nella stagione 2017 l'Astana abbandona il marchio Specialized per adottare le biciclette canadesi Argon 18. Vincenzo Nibali (seguito da Valerio Agnoli) lascia l'Astana, per gareggiare nella neonata Bahrain-Merida. In stagione la squadra kazaka deve affrontare il lutto per la scomparsa durante un allenamento, il 22 aprile, del ciclista Michele Scarponi, in rosa dal 2014. In giugno l'Astana conquista due tappe e la classifica finale del Giro del Delfinato con Jakob Fuglsang; nella stessa corsa Aru conclude quinto. Sempre il sardo conquisterà il quinto posto al Tour de France 2017. Alla Vuelta a España Lopez conquista due tappe e l'ottavo posto finale, mentre una frazione va ad Aleksej Lucenko.

### 2020: lapartnershipcon Wilier Triestina
Nella stagione 2020 l'Astana abbandona il marchio canadese Argon 18 per adottare le biciclette italiane Wilier Triestina con i modelli "Wilier 0 SLR" per le corse su strada e "Wilier Turbine" per le prove a cronometro, il gruppo resta lo Shimano Dura-Ace e le ruote Corima con i freni a disco.

## Cronistoria

### Annuario
| Anno | Codice | Nome                  | Cat. | Biciclette       | Dirigenza |
| ---- | ------ | --------------------- | ---- | ---------------- | --- |
| 2007 | AST    | Astana Team           | PT   | BMC              | Manager: Marc Biver Dir. sportivi: Mario Kummer, Adriano Baffi, Giovanni Fidanza, Aleksandr Šefer, Walter Godefroot |
| 2008 | AST    | Astana Team           | PT   | Trek             | Manager: Johan Bruyneel Dir. sportivi: Vjačeslav Ekimov, Alain Gallopin, Sean Yates, Aleksandr Šefer, Andrej Teterjuk |
| 2009 | AST    | Astana Team           | PT   | Trek             | Manager: Johan Bruyneel Dir. sportivi: Alain Gallopin, Sean Yates, Vjačeslav Ekimov, Aleksandr Šefer, Dirk Demol |
| 2010 | AST    | Astana                | PT   | Specialized      | Manager: Yvon Sanquer Dir. sportivi: Guido Bontempi, Giuseppe Martinelli, Nikolaj Proskurin, Aleksandr Šefer, Dmitrij Sedun |
| 2011 | AST    | Pro Team Astana       | WT   | Specialized      | Manager: Valentin Rekhert Dir. sportivi: Guido Bontempi, Giuseppe Martinelli, Aleksandr Šefer, Dmitrij Sedun, Laurenzo Lapage, Aleksandr Nadobenko                                                                                             |
| 2012 | AST    | Astana Pro Team       | WT   | Specialized      | Manager: Aleksandr Šefer Dir. sportivi: Guido Bontempi, Giuseppe Martinelli, Dmitrij Sedun |
| 2013 | AST    | Astana Pro Team       | WT   | Specialized      | Manager: Aleksandr Vinokurov Dir. sportivi: Giuseppe Martinelli, Gorazd Štangelj, Dmitrij Sedun, Aleksandr Šefer, Jaan Kirsipuu, Stefano Zanini, Sergej Jakovlev, Dmitrij Fofonov                                                              |
| 2014 | AST    | Astana Pro Team       | WT   | Specialized      | Manager: Aleksandr Vinokurov Dir. sportivi: Giuseppe Martinelli, Gorazd Štangelj, Dmitrij Sedun, Aleksandr Šefer, Jaan Kirsipuu, Stefano Zanini, Sergej Jakovlev, Dmitrij Fofonov, Paolo Slongo                                                |
| 2015 | AST    | Astana Pro Team       | WT   | Specialized      | Manager: Aleksandr Vinokurov Dir. sportivi: Giuseppe Martinelli, Dmitrij Fofonov, Sergej Jakovlev, Dmitrij Sedun, Aleksandr Šefer, Paolo Slongo, Gorazd Štangelj, Stefano Zanini                                                               |
| 2016 | AST    | Astana Pro Team       | WT   | Specialized      | Manager: Aleksandr Vinokurov Dir. sportivi: Giuseppe Martinelli, Dmitrij Fofonov, Sergej Jakovlev, Dmitrij Sedun, Aleksandr Šefer, Paolo Slongo, Gorazd Štangelj, Stefano Zanini                                                               |
| 2017 | AST    | Astana Pro Team       | WT   | Argon 18         | Manager: Aleksandr Vinokurov Dir. sportivi: Dmitrij Fofonov, Bruno Cenghialta, Sergej Jakovlev, Giuseppe Martinelli, Lars Michaelsen, Dmitrij Sedun, Aleksandr Šefer, Stefano Zanini                                                           |
| 2018 | AST    | Astana Pro Team       | WT   | Argon 18         | Manager: Aleksandr Vinokurov Dir. sportivi: Dmitrij Fofonov, Bruno Cenghialta, Sergej Jakovlev, Giuseppe Martinelli, Lars Michaelsen, Dmitrij Sedun, Aleksandr Šefer, Stefano Zanini                                                           |
| 2019 | AST    | Astana Pro Team       | WT   | Argon 18         | Manager: Aleksandr Vinokurov Dir. sportivi: Dmitrij Fofonov, Bruno Cenghialta, Sergej Jakovlev, Giuseppe Martinelli, Lars Michaelsen, Dmitrij Sedun, Aleksandr Šefer, Stefano Zanini                                                           |
| 2020 | AST    | Astana Pro Team       | WT   | Wilier Triestina | Manager: Aleksandr Vinokurov Dir. sportivi: Dmitrij Fofonov, Bruno Cenghialta, Giuseppe Martinelli, Dmitrij Sedun, Yana Seel, Aleksandr Šefer, Stefano Zanini                                                                                  |
| 2021 | APT    | Astana-Premier Tech   | WT   | Wilier Triestina | Manager: carica vacante Dir. sportivi: Dmitrij Fofonov, Steve Bauer, Bruno Cenghialta, Sergej Jakovlev, Giuseppe Martinelli, Dmitrij Murav'ëv, Stefano Zanini                                                                                  |
| 2022 | AST    | Astana Qazaqstan Team | WT   | Wilier Triestina | Manager: Aleksandr Vinokurov Dir. sportivi: Aleksandr Šefer, Bruno Cenghialta, Dmitrij Fofonov, Mario Manzoni, Giuseppe Martinelli, Sergej Jakovlev, Stefano Zanini                                                                            |
| 2023 | AST    | Astana Qazaqstan Team | WT   | Wilier Triestina | Manager: Aleksandr Vinokurov Dir. sportivi: Aleksandr Šefer, Bruno Cenghialta, Claudio Cucinotta, Dmitrij Fofonov, Orlando Maini, Mario Manzoni, Giuseppe Martinelli, Giacomo Notari, Sergej Jakovlev, Stefano Zanini                          |
| 2024 | AST    | Astana Qazaqstan Team | WT   | Wilier Triestina | Manager: Aleksandr Vinokurov Dir. sportivi: Aleksandr Šefer, Bruno Cenghialta, Claudio Cucinotta, Dmitrij Fofonov, Orlando Maini, Mario Manzoni, Giuseppe Martinelli, Giacomo Notari, Sergej Jakovlev, Stefano Zanini                          |
| 2025 | XAT    | XDS Astana Team       | WT   | XDS              | Manager: Aleksandr Vinokurov Dir. sportivi: Aleksandr Šefer, Bruno Cenghialta, Dario Cataldo, Claudio Cucinotta, Dmitrij Fofonov, Peter Kennaugh, Laurenzo Lapage, Mario Manzoni, Mark Renshaw, Dmitri Sedoun, Sergej Jakovlev, Stefano Zanini |

### Classifiche UCI
| Anno | Classifica | Pos. | Migliore cl. individuale  |
| ---- | ---------- | ---- | ------------------------- |
| 2007 | ProTour    | 12º  | Andreas Klöden (31º)      |
| 2008 | ProTour    | 2º   | Andreas Klöden (3º)       |
| 2009 | World Cal. | 1º   | Alberto Contador (1º)     |
| 2010 | World Cal. | 8º   | Aleksandr Vinokurov (11º) |
| 2011 | World Tour | 14º  | Aleksandr Vinokurov (16º) |
| 2012 | World Tour | 10º  | Roman Kreuziger (20º)     |
| 2013 | World Tour | 5º   | Vincenzo Nibali (5º)      |
| 2014 | World Tour | 10º  | Vincenzo Nibali (5º)      |
| 2015 | World Tour | 5º   | Fabio Aru (5º)            |
| 2016 | World Tour | 10º  | Vincenzo Nibali (12º)     |
| 2017 | World Tour | 15º  | Fabio Aru (26º)           |
| 2018 | World Tour | 6º   | Michael Valgren (12º)     |
| 2019 | World Tour | 5º   | Jakob Fuglsang (3º)       |
| 2020 | World Tour | 7º   | Jakob Fuglsang (5º)       |
| 2021 | World Tour | 13º  | Aleksandr Vlasov (35º)    |
| 2022 | World Tour | 21º  | Miguel Ángel López (61º)  |
| 2023 | World Tour | 20º  | Aleksej Lucenko (46º)     |
| 2024 | World Tour | 21º  | Alberto Bettiol (43º)     |

## Palmarès
Aggiornato al 5 luglio 2025.

### Grandi Giri
- Giro d'Italia

Partecipazioni: 19 (2007, 2008, 2009, 2010, 2011, 2012, 2013, 2014, 2015, 2016, 2017, 2018, 2019, 2020, 2021, 2022, 2023, 2024, 2025)
Vittorie di tappa: 18
2007: 1 (Paolo Savoldelli)
2011: 1 (Paolo Tiralongo)
2012: 2 (Paolo Tiralongo, Roman Kreuziger)
2013: 2 (2 Vincenzo Nibali)
2014: 1 (Fabio Aru)
2015: 5 (Paolo Tiralongo, 2 Mikel Landa, 2 Fabio Aru)
2016: 1 (Vincenzo Nibali)
2019: 3 (2 Pello Bilbao, Dario Cataldo)
2023: 1 (Mark Cavendish)
2025: 1 (Christian Scaroni)
Vittorie finali: 3
2008 (Alberto Contador)
2013 (Vincenzo Nibali)
2016 (Vincenzo Nibali)
Altre classifiche: 11
2009: Squadre a tempi
2011: Giovani (Roman Kreuziger), Squadre a tempi
2015: Giovani (Fabio Aru), Squadre a tempi, Squadre a punti
2016: Squadre a tempi
2018: Giovani (Miguel Ángel López)
2019: Giovani (Miguel Ángel López)
2025: Scalatori (Lorenzo Fortunato), Premio della Combattività (Lorenzo Fortunato)
- Tour de France

Partecipazioni: 18 (2007, 2009, 2010, 2011, 2012, 2013, 2014, 2015, 2016, 2017, 2018, 2019, 2020, 2021, 2022, 2023, 2024, 2025)
Vittorie di tappa: 17
2007: 2 (2 Aleksandr Vinokurov)
2009: 3 (2 Alberto Contador, cronosquadre)
2010: 1 (Aleksandr Vinokurov)
2014: 4 (4 Vincenzo Nibali)
2015: 1 (Vincenzo Nibali)
2017: 1 (Fabio Aru)
2018: 2 (Omar Fraile, Magnus Cort Nielsen)
2020: 2 (Aleksej Lucenko, Miguel Ángel López)
2024: 1 (Mark Cavendish)
Vittorie finali: 2
2009 (Alberto Contador)
2014 (Vincenzo Nibali)
Altre classifiche: 0
- Vuelta a España

Partecipazioni: 17 (2008, 2009, 2010, 2011, 2012, 2013, 2014, 2015, 2016, 2017, 2018, 2019, 2020, 2021, 2022, 2023, 2024)
Vittorie di tappa: 15
2008: 4 (2 Alberto Contador, 2 Levi Leipheimer)
2012: 1 (Fredrik Kessiakoff)
2013: 1 (cronosquadre)
2014: 2 (2 Fabio Aru)
2015: 1 (Mikel Landa)
2017: 3 (Aleksej Lucenko, 2 Miguel Ángel López)
2019: 2 (cronosquadre, Jakob Fuglsang)
2020: 1 (Ion Izagirre)
Vittorie finali: 2
2008 (Alberto Contador)
2015 (Fabio Aru)
Altre classifiche: 3
2008: Combinata (Alberto Contador)
2017: Squadre
2019: Combattività (Miguel Ángel López)

### Classiche monumento
- Liegi-Bastogne-Liegi: 3

2010 (Aleksandr Vinokurov); 2012 (Maksim Iglinskij); 2019 (Jakob Fuglsang)
- Giro di Lombardia: 2

2015 (Vincenzo Nibali); 2020 (Jakob Fuglsang)

### Campionati nazionali
- Campionati estoni: 3

In linea: 2012 (Tanel Kangert)
Cronometro: 2013, 2018 (Tanel Kangert)
- Campionati italiani: 4

In linea: 2014, 2015 (Vincenzo Nibali); 2017 (Fabio Aru); 2023 (Simone Velasco)
- Campionati kazaki: 23

In linea: 2007 (Maksim Iglinskij); 2008, 2012 (Asan Bazaev); 2010 (Maksim Gurov); 2013 (Aleksandr D'jačenko); 2017 (Artëm Zacharov); 2018, 2019, 2023 (Aleksej Lucenko); 2021, 2025 (Evgenij Fëdorov); 2024 (Dmitrij Gruzdev)
Cronometro: 2008 (Andrej Mizurov); 2012, 2016, 2024 (Dmitrij Gruzdev); 2014, 2018 (Daniil Fominych); 2015, 2019, 2023 (Aleksej Lucenko); 2017 (Žandos Bižigitov); 2025 (Evgenij Fëdorov)
- Campionati lituani: 1

In linea: 2008 (Tomas Vaitkus)
- Campionati lussemburghesi: 1

In linea: 2007 (Benoît Joachim)
- Campionati portoghesi: 1

Cronometro: 2008 (Sérgio Paulinho)
- Campionati russi: 2

In linea: 2008 (Sergej Ivanov)
Cronometro: 2008 (Vladimir Gusev)
- Campionati sloveni: 3

In linea: 2009 (Janez Brajkovič); 2010 (Gorazd Štangelj); 2012 (Borut Božič)
- Campionati spagnoli: 3

In linea: 2020 (Luis León Sánchez); 2021 (Omar Fraile)
Cronometro: 2009 (Alberto Contador)
- Campionati ucraini: 3

In linea: 2012 (Andrij Hrivko)
Cronometro: 2012, 2018 (Andrij Hrivko)

## Organico 2025
Aggiornato al 1° gennaio 2025.

### Staff tecnico
|  | Naz.                     | Ruolo | Sportivo            |  |  |  |
|  | ------------------------ | ----- | ------------------- |  |  |  |
|  | Kazakistan (bandiera)    | GM    | Aleksandr Vinokurov |  |  |  |
|  | Kazakistan (bandiera)    | DS    | Aleksandr Šefer     |  |  |  |
|  | Italia (bandiera)        | DS    | Bruno Cenghialta    |  |  |  |
|  | Italia (bandiera)        | DS    | Claudio Cucinotta   |  |  |  |
|  | Kazakistan (bandiera)    | DS    | Dmitrij Fofonov     |  |  |  |
|  | Gran Bretagna (bandiera) | DS    | Peter Kennaugh      |  |  |  |
|  | Italia (bandiera)        | DS    | Mario Manzoni       |  |  |  |
|  | Australia (bandiera)     | DS    | Mark Renshaw        |  |  |  |
|  | Russia (bandiera)        | DS    | Dmitri Sedoun       |  |  |  |
|  | Kazakistan (bandiera)    | DS    | Sergej Jakovlev     |  |  |  |
|  | Italia (bandiera)        | DS    | Stefano Zanini      |  |  |  |

### Rosa
|  | Naz.                     |  | Sportivo            | Anno |  |  |
|  | ------------------------ |  | ------------------- | ---- |  |  |
|  | Italia (bandiera)        |  | Davide Ballerini    | 1994 |  |  |
|  | Paesi Bassi (bandiera)   |  | Darren van Bekkum   | 2002 |  |  |
|  | Italia (bandiera)        |  | Alberto Bettiol     | 1993 |  |  |
|  | Paesi Bassi (bandiera)   |  | Cees Bol            | 1995 |  |  |
|  | Francia (bandiera)       |  | Clément Champoussin | 1998 |  |  |
|  | Danimarca (bandiera)     |  | Anthon Charmig      | 1998 |  |  |
|  | Italia (bandiera)        |  | Nicola Conci        | 1997 |  |  |
|  | Kazakistan (bandiera)    |  | Evgenij Fëdorov     | 2000 |  |  |
|  | Italia (bandiera)        |  | Lorenzo Fortunato   | 1996 |  |  |
|  | Italia (bandiera)        |  | Michele Gazzoli     | 1999 |  |  |
|  | Nuova Zelanda (bandiera) |  | Aaron Gate          | 1990 |  |  |
|  | Colombia (bandiera)      |  | Sergio Higuita      | 1997 |  |  |
|  | Italia (bandiera)        |  | Florian Kajamini    | 2003 |  |  |
|  | Germania (bandiera)      |  | Max Kanter          | 1997 |  |  |
|  | Kazakistan (bandiera)    |  | Anton Kuzmin        | 1996 |  |  |
|  | Ecuador (bandiera)       |  | Harold Martín López | 2000 |  |  |
|  | Italia (bandiera)        |  | Matteo Malucelli    | 1993 |  |  |
|  | Italia (bandiera)        |  | Fausto Masnada      | 1993 |  |  |
|  | Eritrea (bandiera)       |  | Henok Mulubrhan     | 1999 |  |  |
|  | Paesi Bassi (bandiera)   |  | Wout Poels          | 1987 |  |  |
|  | Italia (bandiera)        |  | Alessandro Romele   | 2003 |  |  |
|  | Italia (bandiera)        |  | Christian Scaroni   | 1997 |  |  |
|  | Paesi Bassi (bandiera)   |  | Ide Schelling       | 1998 |  |  |
|  | Cina (bandiera)          |  | Su Haoyu            | 2000 |  |  |
|  | Colombia (bandiera)      |  | Harold Tejada       | 1997 |  |  |
|  | Paesi Bassi (bandiera)   |  | Mike Teunissen      | 1992 |  |  |
|  | Italia (bandiera)        |  | Davide Toneatti     | 2001 |  |  |
|  | Italia (bandiera)        |  | Diego Ulissi        | 1989 |  |  |
|  | Italia (bandiera)        |  | Simone Velasco      | 1995 |  |  |
|  | Kazakistan (bandiera)    |  | Nicolas Vinokurov   | 2002 |  |  |